# Никольская волость (Изюмский уезд)
Никольская во́лость — историческая административно-территориальная единица Изюмского уезда Харьковской губернии с волостным правлением в селе Никольском.
По состоянию на 1885 год состояла из 5 поселений, 10 сельских общин. Население — 1928 человек (993 человек мужского пола и 935 — женского), 295 дворовых хозяйств.
|                       | Площадь | В т.ч. пахотной |
| --------------------- | ------- | --------------- |
| Сельских общин        | 1285    | 708             |
| Частной собственности | 5842    | 1556            |
| Другой собственности  | 33      | 27              |
| В целом               | 7160    | 2291            |

Основные поселения волости:
- Никольское - бывшее владельческое село при реке Голая Долина в 33 верстах от уездного города Изюма. В селе волостное правление, 129 дворов, 761 житель, православная церковь, лавка.

Храмы волости:
- Вознесенская церковь в селе Никольском.